# كيمبرلي ماسون
كيمبرلي ماسون (بالإنجليزية: Kimberly Mason) هي لاعبة جمباز إيقاعي أسترالية، ولدت في 19 سبتمبر 1989 في Manly, New South Wales ‏ في أستراليا.

## وصلات خارجية
- كيمبرلي ماسون على موقع الاتحاد الدولي للجمباز (licence) (الإنجليزية)
- كيمبرلي ماسون على موقع الاتحاد الدولي للجمباز (biography) (الإنجليزية)
- كيمبرلي ماسون على موقع اتحاد ألعاب الكومنولث (مؤرشف) (الإنجليزية)
- كيمبرلي ماسون على موقع دورة ألعاب الكومنولث 2006 (مؤرشف) (الإنجليزية)